# Hortex

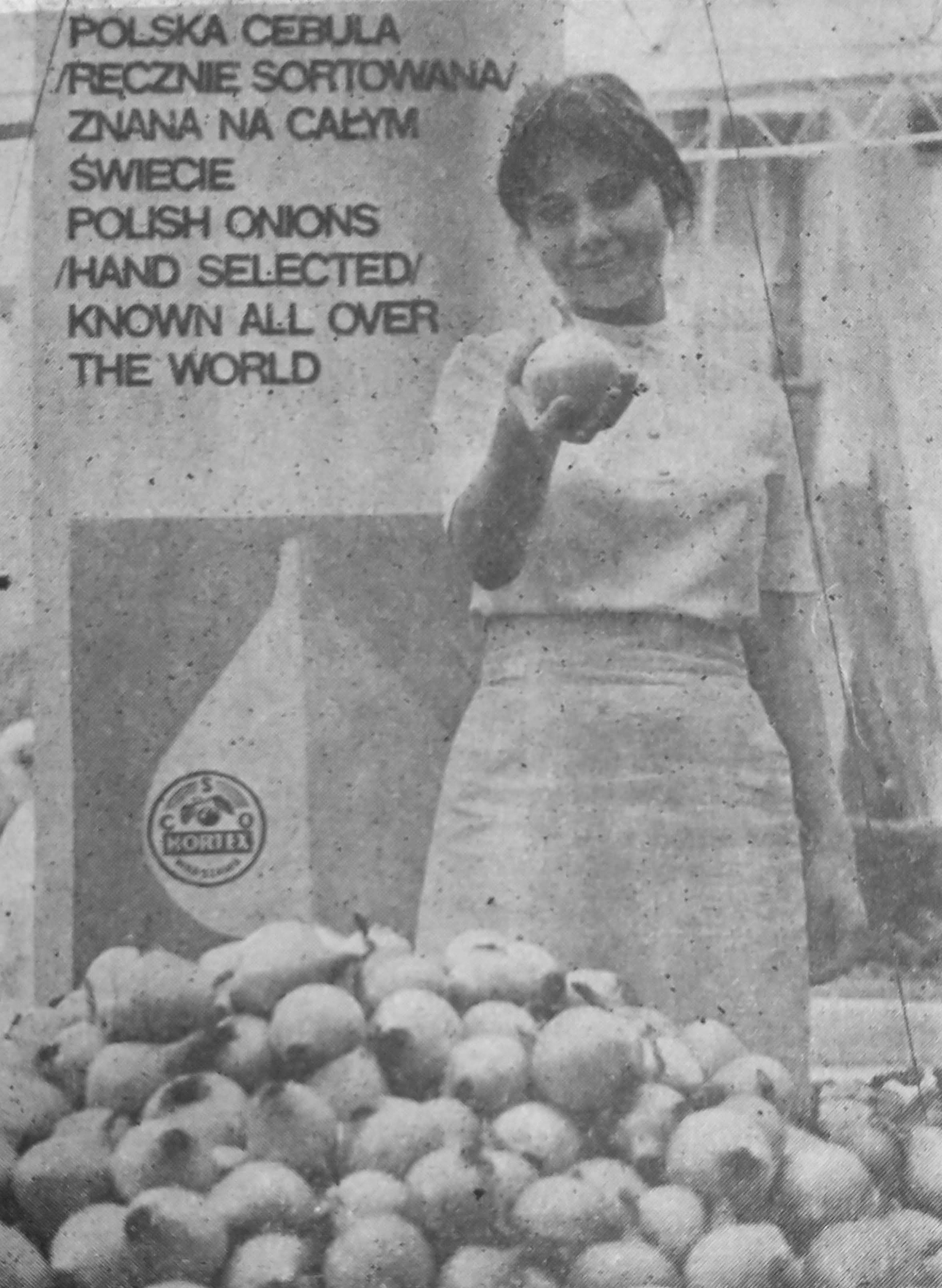
Cebula z „Hortexu” w 1973

Hortex Sp. z o.o. – polskie przedsiębiorstwo zajmujące się produkcją mrożonych warzyw i owoców oraz soków i napojów.

## Nazwa
Nazwa marki Hortex pochodzi od dwóch słów: hortus – ogród oraz export.

## Historia
Hortex powstał w 1958 jako Przedsiębiorstwo Handlu Zagranicznego „Hortex” działające w ramach Centrali Spółdzielni Ogrodniczych (CSO). W latach 70. XX wieku był jednym z głównych dostawców wyrobów rolno-spożywczych w Polsce, a w latach 80. producentem koncentratu soku jabłkowego. W pierwszych piętnastu latach działalności eksportował towary do 60 państw świata, a globalny eksport w ciągu tego okresu wyniósł 2,5 miliona ton towarów o łącznej wartości 161,7 miliona dolarów oraz 157,6 miliona rubli. Był wyłącznym eksporterem świeżych owoców, warzyw, przetworów, półprzetworów i mrożonek owocowo-warzywnych dostarczanych przez indywidualnych producentów, przetwórnie spółdzielcze, zakłady przemysłu terenowego, PGR-y, Zjednoczenie Chłodni Składowych, Zjednoczenie Produkcji Leśnej "Las" i przez własny kombinat w Górze Kalwarii (w pierwszych latach tylko w sezonie, a następnie całorocznie). W pierwszym dziesięcioleciu eksport do krajów socjalistycznych osiągnął wartość 74,2 miliona rubli, a do państw pozostałych – 82,8 miliona dolarów. W latach 1968-1972 było to odpowiednio: 74,2 miliona rubli oraz 78,9 miliona dolarów.
Początkowo produkcja oparta była na państwowych chłodniach składowych, ale od 1966 rozpoczęto budowę specjalistycznych zakładów spółdzielczych nastawionych na wytwarzanie mrożonek owocowych i warzywnych (Góra Kalwaria, Przysucha, Radzyń Podlaski, Leżajsk, Lipsko i Płońsk). W 1973 ich zdolności produkcyjne osiągnęły 26 tysięcy ton mrożonek rocznie. Najważniejszymi pozycjami eksportowymi były cebula, truskawka, jabłko i czarna porzeczka. Z przetworów najliczniej eksportowano kompoty, owoce pasteryzowane, koncentraty owocowe, ogórki konserwowe, buraczki i cebulkę w occie. Do głównych krajów odbierających towar Hortexu należały: NRD, Wielka Brytania, Francja, Szwecja, Holandia oraz Stany Zjednoczone. 
Oprócz eksportu prowadzono także import, głównie winogron, brzoskwiń, moreli, pomidorów, papryki, granatów i mango z Bułgarii, Rumunii, Jugosławii, Węgier, Egiptu oraz Algierii. Wartość importu w latach 1965-1972 wyniosła 498 tysięcy ton o wartości 7,3 miliona dolarów i 88,6 miliona rubli.
W latach 70. XX wieku zaczęto otwierać firmowe sklepy detaliczne (NRD, Czechosłowacja). Przedstawicielstwa Hortexu działały wówczas w osiemnastu krajach świata. Przedsiębiorstwo działało w strukturach międzynarodowej organizacji kwiaciarskiej Interflora.
W 1989 roku tradycje i majątek firmy przejął Hortex Sp. z o.o., który miał być sprywatyzowany w 1994 roku w prywatyzacji akcyjno-pracowniczej, ale pozostał w rękach Skarbu Państwa. Złe zarządzanie w tym okresie przyniosło znaczące zadłużenie, w 1997 r. przeprowadzono restrukturyzację, w trakcie której doszło do nieprawidłowości stwierdzonych przez NIK. W 1997 roku spółka zmieniła nazwę na Hortex Holding Spółka Akcyjna.
W 1999 roku głównymi akcjonariuszami spółki zostały BGŻ, Bank Handlowy w Warszawie, EBOiR i Bank of America. W ramach restrukturyzacji zbyto 7 z 10 fabryk, w tym jedną spółce pracowniczej. W 2003 r. Bank of America wykupił udziały od pozostałych akcjonariuszy, a w 2006 roku europejski prywatny fundusz private equity Argan Capital zakończył współpracę z Bank of America i wykupił od niego akcje części spółek, którymi dotychczas zarządzał w imieniu banku, w tym Hortex Holding. W 2012 r. utworzono w miejsce dotychczasowego przedsiębiorstwa trzy spółki: producenta soków Hortex Holding SA, wytwórcę mrożonek Ortika Polska Sp. z o.o. oraz Hortex Marketing Services Sp. z o.o., która świadczy usługi marketingowe dla dwóch pozostałych spółek. W 2013 r. fundusz Argan Capital oferował akcje Horteksu za szacowaną kwotę 300 mln euro, jednak z braku chętnych do sprzedaży nie doszło. W czerwcu 2017 r. spółka ponownie została wystawiona na sprzedaż. Nabywcą został fundusz private equity Mid Europa Partners, a szacunkowa wartość transakcji wyniosła 200 mln euro. Transakcja została zamknięta 23 stycznia następnego roku.
Do grupy Hortex należy również spółka Polski Ogród Sp. z o.o. Firma Hortex utworzyła także sieć cukiernio-kawiarni „HORTEX”. 